# Erylus formosus
Erylus formosus is een sponzensoort uit de familie Geodiidae in de klasse gewone sponzen (Demospongiae).
De wetenschappelijke naam van de soort werd in 1886 gepubliceerd door Sollas.